# Guy P. Marchal
Guy Paul Marchal (* 29. September 1938 in Basel; † 3. März 2020 ebenda) war ein Schweizer Historiker.

Sein Vater war ein Basler Kaufmann, der sich auf den Handel und Import von Seide spezialisiert hatte. Guy P. Marchal studierte mittelalterliche Geschichte an der Universität Basel. Er wurde dort mit der Arbeit Die Statuten des weltlichen Kollegiatstifts St. Peter in Basel promoviert. Seine akademischen Lehrer waren Albert Bruckner und Werner Kaegi. Er habilitierte sich 1976 mit der Arbeit Die frommen Schweden in Schwyz. Das ‚Herkommen der Schwyzer und Oberhasler‘ als Quelle zum schwyzerischen Selbstverständnis im 15. und 16. Jahrhundert.
Ab 1984 lehrte er als ausserordentlicher Professor an der Universität Basel, anschliessend von 1989 bis 2003 als ordentlicher Professor für Allgemeine und Schweizer Geschichte an der Universität Luzern. Marchal gründete das Historische Seminar in Luzern und war von 1993 bis 1997 sowie 1999 bis 2001 erster Dekan der Geisteswissenschaftlichen (heute: Kultur- und Sozialwissenschaftlichen) Fakultät der Universität Luzern. Von 1998 bis 2004 stand er als Präsident der Schweizerischen Gesellschaft für Geschichte vor. Am 30. September 2003 trat er in den Ruhestand, sein Nachfolger an der Universität Luzern wurde Valentin Groebner.
Zu seinen Forschungsschwerpunkten gehörten die kirchliche Institutionengeschichte, die Mentalitätsgeschichte und die Historische Anthropologie sowie Historiographie, insbesondere die Geschichte der schweizerischen Traditionsbildungen. Marchal verfasste viele Werke zur allgemeinen und schweizerischen Geschichte des Mittelalters, zur Rezeption des Mittelalters und zur Geschichte der Kollegiatstifte. In seiner 2006 veröffentlichten Schweizer Gebrauchsgeschichte. Geschichtsbilder, Mythenbildung und nationale Identität geht es um „Vorstellungskomplexe oder Geschichtsbilder der Schweizer“, die das schweizerische Selbstverständnis bis heute prägen. Er veröffentlichte 2019 eine Darstellung, in der er die nationalsozialistische Vergangenheit eines angeheirateten Schwagers seines Vaters aufarbeitete.

## Schriften (Auswahl)
Monografien
- Gustloff im Papierkorb – ein Forschungskrimi. Hier und Jetzt, Baden, 2019, ISBN 978-3-03919-498-8.
- Schweizer Gebrauchsgeschichte. Geschichtsbilder, Mythenbildung und nationale Identität. Schwabe, Basel 2006, ISBN 3-7965-2242-4 (2., unveränderte Auflage. ebenda 2007, ISBN 978-3-7965-2242-0).
- Sempach 1386. Von den Anfängen des Territorialstaates Luzern. Beiträge zur Frühgeschichte des Kantons Luzern. Helbing & Lichtenhahn, Basel u. a. 1986, ISBN 3-7190-0944-0.
- Die frommen Schweden in Schwyz. Das „Herkommen der Schwyzer und Oberhasler“ als Quelle zum schwyzerischen Selbstverständnis im 15. und 16. Jahrhundert (= Basler Beiträge zur Geschichtswissenschaft. Bd. 138). Helbing und Lichtenhahn, Basel u. a. 1976, ISBN 3-7190-0661-1.

Herausgeberschaften
- mit Robert John Weston Evans: The Uses of the Middle Ages in Modern European States. History, Nationhood and the Search for Origins (= Writing the Nation. Bd. 8). Palgrave Macmillan, Basingstoke u. a. 2011, ISBN 978-0-230-57602-5.
- Grenzen und Raumvorstellungen (12.–20. Jahrhundert). = Frontières et conceptions de l’espace (XIIème – XXème siècles) (= Clio Lucernensis. Bd. 3). Chronos, Zürich 1996, ISBN 3-905311-98-4.
- mit Aram Mattioli: Erfundene Schweiz. Konstruktionen nationaler Identität. = La Suisse imaginée. Constructions d’une identitée nationale (= Clio Lucernensis. Bd. 1). Chronos, Zürich 1992, ISBN 3-905278-90-1
- Die weltlichen Kollegiatstifte der deutsch- und französischsprachigen Schweiz (= Helvetia Sacra. Abt. 2: Die Kollegiatstifte. Bd. 2). Helbing & Lichtenhahn, Basel u. a. 1977.